# Françoise Claustre
Françoise Claustre, Françoise Treinen de soltera (París, 8 de febrer del 1937 — Montoriol, 3 de setembre del 2006) va ser una etnòloga i arqueòloga francesa, directora emèrita de recerca del CNRS. Conegué una fama no desitjada per haver estat segrestada per rebels del Txad durant més de mil dies. En els seus darrers anys es dedicà a l'estudi de l'arqueologia de la Catalunya del Nord.

## Biografia

### Etapa de formació (1961-1968)
Françoise Treinen preparà l'accés a la universitat amb la Khâgne i després de llicenciar-s'hi va fer uns períodes de pràctiques al Musée de l'Homme de París. Encara que inicialment volia especialitzar-se en el continent americà, les recerques que va fer amb G. Bailloud al Marroc (1961-1962) i al Llenguadoc (Sant Martin de Londras, 1961-1967) la van decantar més a la prehistòria i protohistòria africanes i europees. A partir del 1966, Treinen treballà successivament com a investigadora, becària i adjunta de recerca al laboratori del CNRS d'arqueologia i antropologia del Txad i del Camerun. Estudià especialment els orígens, identitat i evolució de la cultura Sao en els jaciments txadians de Mdaga, Gawi, Korno, Maré, Kossei, Bahr el Ghazal, Goz Kerki, Djourab, Nemra... encara que també troba temps per fer prospeccions a la marroquina cova Velozzo, a Nigèria i al Camerun. Estudià les foneries de l'edat del ferro a la regió de Koro Toro, i en publicà un estudi analitzant les produccions ceràmiques i metàl·liques de la civilització haddadiana. Donà les restes descobertes a les excavacions al Museu de l'Home, que n'ha exposat algunes a l'edifici del Quai Branly de París.
Paral·lelament als estudis africanistes, sota la direcció del professor André Leroi-Gourhan preparà la tesi doctoral, amb el tema del Campaniforme a França, que presentà a la Sorbona el 1968. Va ser professora d'etnologia a la universitat de París V.

### El segrest: "l'afer Claustre"
Al 21 d'abril del 1974, mentre efectuava recerques per compte del CNRS a la zona muntanyenca del Tibesti (Txad), va ser segrestada per militants del Frolinat pertanyents a les tribus nòmades Toubou i Anakasa (o Anakaza), liderats pels que serien futurs presidents del país, Goukouni Oueddei (aleshores cap de les Forces Armades del Nord) i Hissein Habré. Amb ella van ser fets ostatges el cooperant francès Marc Combé i el metge alemany Christophe Staewen, mentre tots plegats descansaven a l'oasi de Bardaï; en l'assalt moriren la dona de Staewen i dos soldats txadians. Ben aviat, el govern alemany cedí a l'exigència de rescat econòmic i Staewen fou alliberat. A la França post-Pompidou (mort de feia poc), l'interinatge del govern Poher (president del senat) feu que no es prenguessin mesures immediates, i que l'assumpte es retardés fins a l'elecció del nou president, Valéry Giscard d'Estaing.
Giscard d'Estaing començà converses secretes amb el dictador del país Ngarta Tombalbaye i, amb l'aquiescència d'aquest, envià el comandant Pierre Galopin a negociar amb els rebels. Aquest havia estat cap de la Guàrdia Nacional del Txad, i posteriorment havia format part dels Serveis d'Informació de l'antiga colònia francesa; els rebels l'havien acusat de brutalitat en relació amb un atac mortal contra familiars de Goukouni Oueddei. El 4 d'agost del 1974, Galopin va ser capturat; una petició d'armes dels rebels al govern francès va ser desestimada i el militar va ser executat a l'abril següent, després d'un judici davant un tribunal revolucionari. En la sentència potser hi tingué alguna influència que Marc Combé s'havia escapat dels segrestadors el 23 de març abans.
Pierre Claustre, marit de la Françoise i director de la Missió de Reforma Administrativa del Txad, intentà de negociar directament amb els segrestadors; amb tan poc èxit que ell mateix n'esdevingué captiu el 26 d'agost. Hissein Habré demanà 10 milions de francs de rescat pel matrimoni, i amenaçà de matar-lo si no els rebia abans del 23 de setembre. El periodista Raymond Depardon i la fotògrafa i cineasta Marie-Laure de Decker, que havien viatjat al país per acompanyar Pierre Claustre, hagueren de filmar els rebels, entre els quals Habré, abans de poder entrevistar la doctora Claustre. La difusió pública de l'entrevista decantà l'opinió pública francesa i París accedí al pagament del rescat. Un nou retard, aleshores, prolongà el segrest: les disputes entre els líders Habré i Oueddei. El primer ministre Jacques Chirac entrà personalment en acció i s'entrevistà a Líbia amb el coronel Gaddafi, que donava suport a Goukouni Oueddei. Finalment, i nou mesos més tard, els esposos Claustre foren alliberats a Trípoli el 31 de gener del 1977. Depardon retratà l'odissea a la pel·lícula La Captive du désert, amb Sandrine Bonnaire.
| «                          | Mon seul souci était de retourner dans l'anonymat (…) pour retrouver mon équilibre (…) Je n'ai aucune envie de m'exprimer, de me raconter. Je n'en éprouve aucun besoin. Au contraire, je ne tiens pas du tout à ce qu'on me rappelle cette période... difficile. | » |
| — Françoise Claustre, 2006 | |   |

### Etapa posterior (1977-2006)
Després de ser alliberada, Françoise Claustre encara publicà dos importants treballs sobre les seves recerques africanes, un sobre el jaciment sao de Mdaga (1980) i un altre sobre l'Edat del Ferro a Borkou. Orientà les seves investigacions cap a Europa i participà en les excavacions que V. Gonçalves i el seu equip del Centre d'Història de la universitat de Lisboa feren sobre un important monument megalític a la regió de Crato. Parà casa als Pirineus Orientals, treballà a l'"Ecole des Hautes Etudes en Sciences Sociales" que Jean Guilaine dirigia a Tolosa de Llenguadoc i ensenyà a la universitat de Perpinyà. A la zona hi investigà dos jaciments importants del Neolític i l'edat del bronze, la cova de Montou i el jaciment de Bellestar, i hi posà en evidència la fàcies de Montboló (Neolític mitjà, 4000-3500 anys aC), que Guilaine havia identificat a la cova de Montboló (Vallespir). Tant Françoise com el seu marit Pierre eren pilots experts, i Claustre va ser la primera arqueòloga que va fer prospeccions aèries sistemàtiques del Llenguadoc-Rosselló, amb bons resultats per al descobriment de llocs protohistòrics. L'any 1982 fundà i passà a dirigir el Grup de Prehistòria del Vallespir i els Aspres, a Ceret, i la seva tasca de divulgació (amb exposicions, conferències, materials impresos i altres mitjans de divulgació) acabà desembocant en la creació de la "Maison de l'Archéologie". El 1988 participà com a conferenciant a la "Quarta Primavera Cultural de Ceret" dedicada aquell any a l'arqueologia neolítica; posteriorment, la capital del Vallespir batejà amb el seu nom el centre d'estudis "Maison du Patrimoine Françoise Claustre". Va ser promoguda a directora de Recerca del CNRS el 1991, i en va ser feta emèrita el 2002. Juntament amb Jean Gascó organitzà a Carcassona el 1994 el XXIVè. Congrés Prehistòric de França, dedicat a la Protohistòria. Morí d'un càncer a la seva casa de Montoriol, al Rosselló.

## Obres
(selecció)
- Françoise Treinen Les poteries campaniformes en France [tesi doctoral] París, 1968
- Françoise Treinen Les poteries campaniformes en France: I, Typologie des poteries campaniformes françaises; II, Groupes géographiques et éléments culturels campaniformes, article a Gallia préhistoire 13, 1-2 (1970), p. 53-107, 263-332
- Françoise Treinen Découvertes préhistoriques dans la région de Fort-Lamy (Txad), article a Notes africaines 130 (1971) p. 30-41
- Françoise Treinen La grotte Velozzo, près de Dar bou Azza, article a Bulletin d'archéologie marocaine 9 (1975) p. 1-37
- Françoise Treinen La Nécropole de Nemra, région de Koro-Toro, Tchad, article a West African journal of archeology (1975) p. 53-77
- J.-P. Lebeuf, A. M.-D. Lebeuf, F. Treinen-Claustre, J. Courtin Le gisement Sao de Mdaga (Tchad). Fouilles 1960-1968 Paris: Société d'ethnographie, 1980
- F. Treinen-Claustre, Jean Guilaine, Jean Vaquer Le Néolithique de la Catalogne du Nord, capítol a El Neolític a Catalunya. Taula Rodona de Montserrat maig 1980 Barcelona: Publicacions de l'Abadia de Montserrat, 1981 p. 209-224
- Françoise Treinen-Claustre Sahara et Sahel à l'Âge du Fer: Borkou, Tchad Paris: Société des africanistes, 1982
- F. Claustre, J. Guilaine La grotte de Bringairet, Armissan (Aude), ponència a Actes du 106e Congrès national des Sociétés savantes, Perpignan 1981 Paris: Éditions du CTHS, 1984 p. 39-50
- F. Treinen-Claustre Préhistoire récente des Pyrénées- Orientales: salle d'archéologie de la Maison catalane de la culture de Ceret, article al Bulletin de la Société méridionale de spéléologie et de préhistoire 24 (1984) p. 65-91
- F. Claustre, P. Pons Préhistoire du Roussillon: le musée de Céret Céret: Groupe de préhistoire du Vallespir et des Aspres, 1985
- Françoise Treinen-Claustre Le Groupe de Montbolo dans son context pyrénéen, article a Le Néolithique de la France. Hommage à Gérard Bailloud Paris: Picard, 1986 p. 217-231
- F. Treinen-Claustre, G. Rancoule Deux occupations de l'Âge du Fer à la caune de Belesta (Pyrénées-Orientales), ponència a Protohistòria catalana. 6è. Col·loqui Internacional de Puigcerdà, 1984 Puigcerdà: Institut d'Estudis Ceretans, 1976
- F. Claustre, P. Pons La fouille archéologique... et après. Catalogue de l'exposition Millas: Groupe de préhistoire du Vallespir et des Aspres, 1987
- F. Claustre, P. Pons Le dolmen de la Siureda (Maureillas) et les mégalithes du Roussillon Millas: Groupe de préhistoire du Vallespir et des Aspres, 1988
- J. Guilaine, J. Vaquer, J. Coularou, F. Treinen-Claustre Ornaisons-Médor. Archéologie et écologie d'un site de l'Âge de Cuivre, de l'Âge du Bronze final et de l'Antiquité tardive Toulouse: Centre d'Anthropologie des sociétés rurales, 1989
- P. Ponsich, F. Treinen-Claustre Le gisement néolithique de la galerie close de la grotte de Montou en Roussillon, article a Autour de Jean Arnal Montpellier: Recherches sur les premières communautés paysannes en Méditerranée occidentale, 1990 p. 101-121
- S. Roscian, F. Claustre, J.-E. Dietrich Les parures du Midi méditerranéen du Néolithique ancien à l'âge du Bronze: origine et circulation des matières premières, article a Gallia préhistoire 34 (1992) p. 209-257
- J.-Ph. Bocquenet, F. Claustre, Got-Castellvi Le Champ d'Urnes de Céret (Pyrénées-Orientales Céret: Groupe de préhistoire du Vallespir et des Aspres, 1993
- F. Claustre, J. Zammit, Y. Blaize La Cauna de Bélésta: une tombe collective il y a 6.000 ans Toulouse: Centre d'anthropologie des sociétés rurales; Bélesta: château-musée, 1993
- F. Claustre, J. Vaquer Grotte ou plein-air: acquis et perspectives pour le Néolithique nord-pyrénéen, ponència a Cultures i medi de la prehistòria a l'edat mitjana. 20 anys d'arqueologia pirinenca, homenatge al professor Jean Guilaine, 10è col·loqui internacional d'arqueologia de Puigcerdà, 1994 Puigcerdà: Institut d'Estudis Ceretans, 1995 p. 221-239
- B. Pajot, F Briois, J.-G. Astruc, F. Claustre, A. Gastinel, N. Guyon, P. Pomar, P. Pouzineau Les Dolmens du Pech et le mégalithisme de Saint-Antonin-Noble-Val (Tarn-et-Garonne) Toulouse: Centre d'anthropologie CNRS/EHSS; Caussade: Groupe d'études préhistorique du Quercy, 1996
- F. Claustre L'Âge du bronze en Roussillon. Évolution des recherches, article a Études Roussillonnaises 15 (1997) p. 19-40
- F. Claustre Monuments mégalithiques et grottes sépulcrales en Roussillon, al llibre de Ph. Soulier La France des dolmens et des sépultures collectives (4500-2000 avant J.-C.) Paris: Errance, 1998 p. 159-174
- F. Claustre Le monde paysan avant l'histoire, les premiers producteurs, capítol del llibre de J. Sagnes Nouvelle Histoire du Roussillon Perpinyà: El Trabucaire, 1999 ISBN 9782912966155 p. 35-44
- Françoise Claustre, direcció La grotte de Montou a Corbères-les-Cabanes (Pyrénées Orientales) Documents d'archéologie française
- Françoise Claustre, P. Ponsich Complément à l'étude de la céramique néolithique de la galerie close de Montou, article a Études Roussillonnaises 13 (2000), p. 79-96
- Jean Gascó, F. Claustre dirs. Habitats, économies et sociétés du Nord-Ouest méditerranéen de l'Âge du bronze au premier Âge du fer: Actes du colloque international, XXIVe Congrès préhistorique de France, Carcassonne 1994 Paris: Société préhistorique française, 2000
- Françoise Claustre, P. Ponsich Compléments à l'étude de la céramique néolithique de la galerie close de Montou, article a Études Roussillonnaises 18 (2001), p. 79-96
- J. Guilaine, F. Claustre, O. Lemercier, P. Sabatier Campaniformes et environnement culturel de France méditerranéenne, ponència a Bell Beakers today. Proceedings of the International Colloquium, Riva del Garda 1998 Trento: Servizio Beni Culturali, 2011 p. 229-275
- F. Valentin, R. Donat, Françoise Claustre La gestion de l'espace sépulcral Néolithique moyen de la grotte de Montou (Pyrénées-Orientales): un essai d'interprétation, article a Mémoire de la Société préhistorique française 33 (2003), p. 301-314
- F. Valentin, F. Claustre Les grottes sépulcrales à l'Âge de Bronze dans les Pyrénées-Orientales: l'exemple de Bélesta, ponència a Les pratiques funéraires à l'âge du Bronze en France, Actes de la table ronde de Sens-en-Bourgogne (Yonne) 1998 Paris: CTHS; Sens-en-Bourgogne: Société archéologique de Sens, 2005 p. 103-117
- Le Bras-Goude, Gwenaëlle; Claustre, Françoise «Exploitation of domestic mammals in the eastern Pyrenees during the Neolithic. Human dietary patterns at the site of Montou (Corbères-les-Cabanes, France) using bone collagen stable isotopes (δ13 C et δ15 N)». Vie et Milieu, 59 - 2, 2009, pàg. 215-221.